# J. Bernlef
J. Bernlef (pseudoniem voor Hendrik Jan Marsman, Sint Pancras, 14 januari 1937 – Amsterdam, 29 oktober 2012) was een Nederlands schrijver, dichter en vertaler. Vanaf 2002 publiceerde hij onder het pseudoniem Bernlef (zonder de initiaal J.), soms als Henk Bernlef (hij heeft eerder vertalingen gemaakt als Jan Bernlef). Schreef ook onder de schuilnamen: S. den Haan, Cas den Haan en Cas de Vries.

## Biografie
Bernlef bezocht de hbs in Haarlem en studeerde daarna enige tijd politieke en sociale wetenschappen.
In 1959 zond Bernlef gedichten en verhalen in voor een literaire prijs, de Reina Prinsen Geerligsprijs.  Deze prijs werd hem in november van datzelfde jaar toegekend voor de dichtbundel Kokkels. Zowel Kokkels als de verhalenbundel Stenen spoelen werden in 1960 uitgegeven onder het pseudoniem J. Bernlef. In 1984 werd hij bij het grote publiek bekend met zijn roman Hersenschimmen. Daarin beschijft hij het dementeringsproces uitvoerig vanuit het oogpunt van een oude dementerende man. In 1993 publiceerde hij een min of meer soortgelijke roman Eclips.
Daarin beschrijft hij even uitvoerig de gevolgen van een plotselinge half-verlammende hersenbloeding voor de hoofdpersoon genaamd Koos Zomer: een roman die te beschouwen is als een pendant van Hersenschimmen. 
De roman Hersenschimmen werd in 1988 verfilmd door Heddy Honigmann en werd in 2006 in bewerking als toneelstuk uitgevoerd door het Ro Theater onder regie van Guy Cassiers. In 2007 werd de novelle Vallende Ster door het O.T. Theater als toneelstuk uitgevoerd. Acteur René van 't Hof vertolkte de figuur van variété-artiest Wim Witteman. Hiervoor ontving hij de VSCD-Mimeprijs. Bernlef was getrouwd met Eva Hoornik (dochter van de dichter Ed. Hoornik). Ze hadden twee kinderen.
Bernlef heeft ook gepubliceerd onder de pseudoniemen Ronnie Appelman, J. Grauw, Cas den Haan, S. den Haan en Cas de Vries. Het pseudoniem Bernlef is ontleend aan de blinde Friese dichter Bernlef uit de 8e eeuw.
Als vertaler heeft Bernlef in het Nederlandse taalgebied tal van Amerikaanse en Zweedse dichters geïntroduceerd, onder wie Marianne Moore, Elizabeth Bishop en Tomas Tranströmer. Van de Zweed, die door velen als een van de grootste hedendaagse dichters wordt beschouwd, heeft hij zelfs het hele werk integraal vertaald onder de titel Die herinneringen zie mij. In 1973 verscheen zijn vertaling van Het record van Per Olov Enquist, in 2006 werd deze oorspronkelijke vertaling herzien door Cora Polet. In 1985 verscheen zijn vertaling van Stig Dagermans ‘Nattens lekar’ uit 1947 en ‘Vårt behov av tröst’ (1955), onder de titel ‘Natte sneeuw’.
Bernlef was de schrijver van het Boekenweekgeschenk in 2008, met het boek De pianoman. In 2009 schreef Bernlef in opdracht van O.T. Theater/Opera O.T. de tekst voor de operasolo Ophelia.
Hij overleed na een kort ziekbed.
In zijn geboortedorp Sint Pancras is een pad naar hem vernoemd.

## Prijzen
- 1959 - Reina Prinsen Geerligsprijs voor Kokkels
- 1962 - Poëzieprijs van de gemeente Amsterdam voor Morene
- 1964 - Lucy B. en C.W. van der Hoogtprijs voor Dit verheugd verval
- 1964 - Poëzieprijs van de gemeente Amsterdam voor En dode hagedis
- 1977 - Vijverbergprijs voor De man in het midden
- 1984 - Constantijn Huygensprijs voor zijn gehele oeuvre
- 1987 - AKO Literatuurprijs voor Publiek geheim
- 1989 - Diepzee-prijs voor Hersenschimmen
- 1994 - P.C. Hooft-prijs voor zijn gehele oeuvre

## Bibliografie

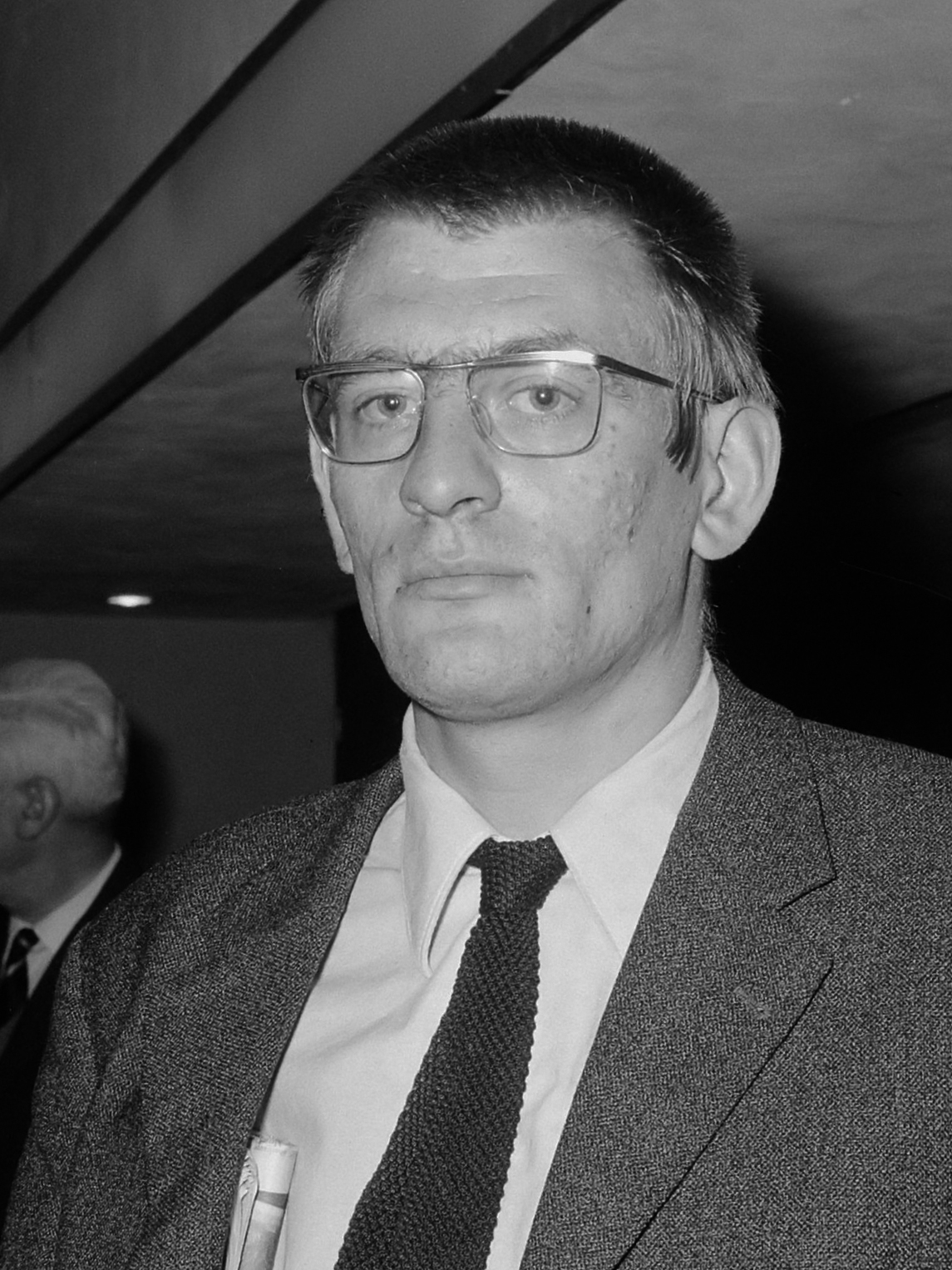
J. Bernlef (1965)

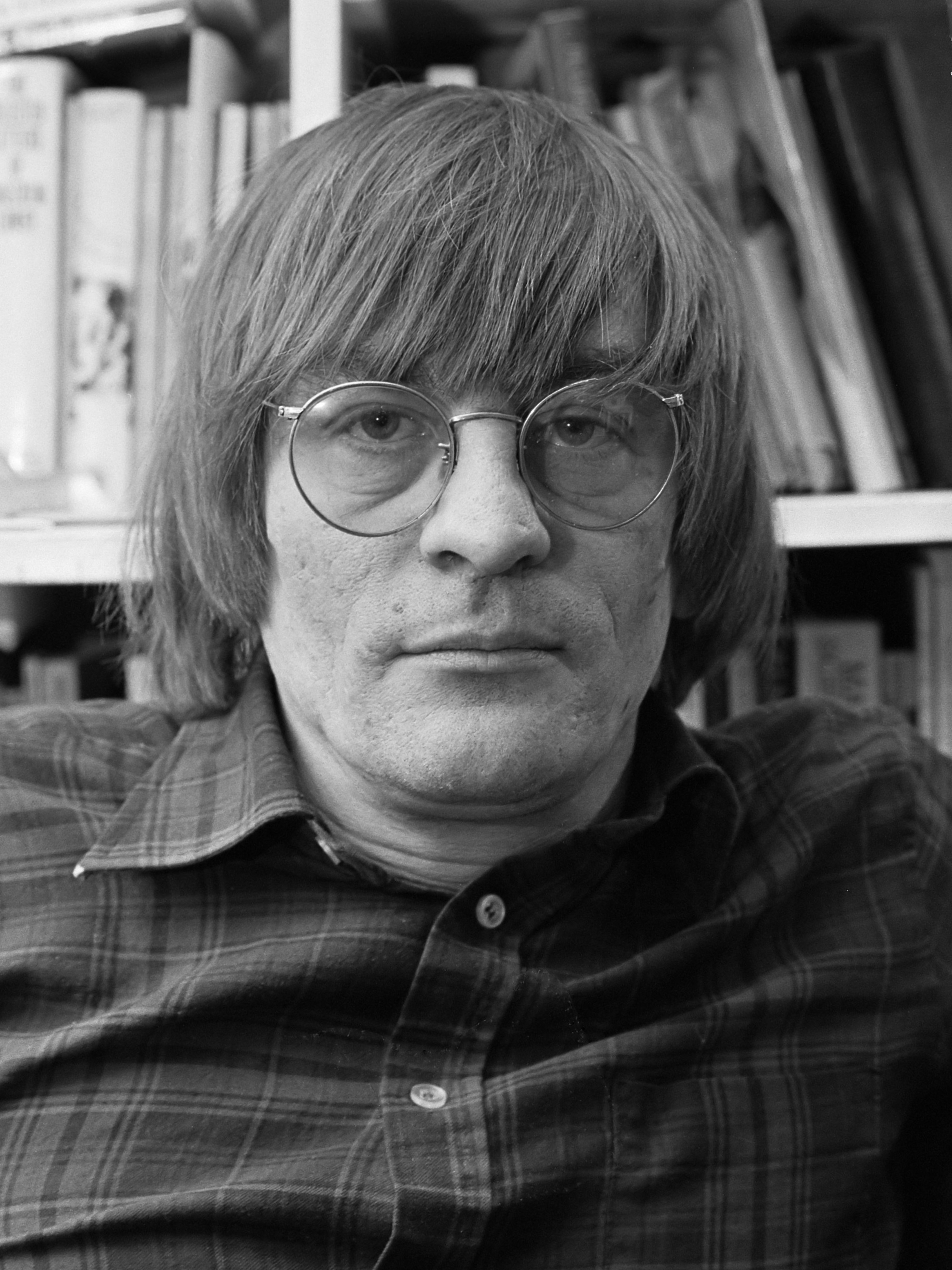
J. Bernlef (1979)

### Over J. Bernlef
- J. Bernlef. Themanummer BZZLLETIN 176-177, mei/juni 1990 (Den Haag: Stichting BZZTôH)